# Parque Nacional de Pribaikalsky
O Parque Nacional de Pribaikalsky (em russo:  Прибайкальский национальный парк) é uma área protegida da Rússia que cobre a costa sudoeste do Lago Baikal, no sudeste da Sibéria. A faixa costeira inclui alguns cumes de montanha para o oeste, bem como as ilhas costeiras, como a Ilha Olkhon a leste. Fica a cerca de 50 km a sudeste da cidade de Irkutsk, Oblast de Irkutsk. O parque é administrado juntamente com três outras reservas de natureza, e é um componente local importante, dado que o Lago Baikal é património mundial da UNESCO. O rio Angara, que é a saída do lago Baikal a oeste na bacia do rio Ienissei, atravessa o parque. O parque tem níveis muito elevados de biodiversidade e espécies endémicas.

## Topografia
As montanhas elevam-se a oeste do lago, alcançando alturas de 1100 metros no sul e 1500 metros no norte. A Ilha Olkhon é a quarta maior ilha de lago do mundo. Tem 71 quilómetros de comprimento e 21 quilómetros de largura, com uma área total de 730 quilómetros quadrados. Tem pouca água na sua superfície, tendo apenas um lago na ilha; é florestada, porém, recebe pouca chuva (em média 10 polegadas por ano).

## Clima e eco-região
O clima de Pribaikalsky é um clima continental moderado, caracterizado por quatro estações distintas, alta variação entre as temperaturas de inverno e verão, longos e secos invernos, e verões curtos, quentes e chuvosos. As temperaturas médias variam de -18° C em Janeiro a +11° C em Julho e +14º C em Agosto.

## Plantas
As inclinações das montanhas de frente para o lago Baikal são florestadas com pinheiros e laríço. A parte mais elevada das montanhas é florestada pelo pinheiro siberiano e nos vales abeto, lariço, amieiro, álamo tremedor e bétula. A biodiversidade e o endemismo são extremamente altos: o parque e as áreas adjacentes registaram 1385 espécies e subespécies de plantas vasculares, 339 espécies de musgos, 676 espécies e subespécies de líquenes e 655 espécies de fungos. Destes, 557 são endêmicos ao parque.